# Cormac McCarthy
Cormac McCarthy, ursprungligen Charles McCarthy, född 20 juli 1933 i Providence i Rhode Island, död 13 juni 2023 i Santa Fe i New Mexico, var en amerikansk författare som bland annat belönats med Pulitzerpriset för skönlitteratur. Förutom romaner skrev han även pjäser och filmmanus.
Litteraturkritikern Harold Bloom menar att McCarthy är en av de fyra största amerikanska författarna i sin tid, tillsammans med Thomas Pynchon, Don DeLillo och Philip Roth. Han jämförs ofta med William Faulkner och ibland med Herman Melville. McCarthys Gränstrilogi (The Border Trilogy), samt fler av hans andra romaner exempelvis Vägen och Blodets meridian, finns översatt till svenska.
Cormac McCarthy har dock kritiserats för sin kvinnosyn och ofta berört misogyni, kanske tydligast i romanen Child of God (1973).
McCarthy debuterade 1965 med The Orchard Keeper. Filmerna Alla dessa vackra hästar och No Country for Old Men är baserade på hans verk. 2009 hade filmen Vägen premiär, baserad på hans Pulitzerpris-vinnande science fiction-roman med samma titel.
Cormac McCarthy föddes i Providence i Rhode Island, men växte huvudsakligen upp i Knoxville, Tennessee. Han var gift tre gånger och hade två barn.